# Пам'ятки архітектури Тульчинського району
У Тульчинському районі Вінницької області під охороною держави знаходиться 29 пам'яток архітектури і містобудування, з них 10 — національного значення.
| Пор. №                 | Найменування пам'ятки             | Датування              | Місцезнаходження        | Охоронний номер        | Дата та № рішення взяття на облік                     |
| Національного значення | Національного значення            | Національного значення | Національного значення  | Національного значення | Національного значення                                |
| ---------------------- | --------------------------------- | ---------------------- | ----------------------- | ---------------------- | ----------------------------------------------------- |
| м. Тульчин             |                                   |                        |                         |                        |                                                       |
| 1                      | Будинок декабристів               | к.19 ст.               | вул. Гагаріна,1         | 60                     | Постанова Ради Міністрів УРСР від 24.08.1963 р. № 970 |
| 2                      | Успенська церква                  | 1789 р.                | вул. Гагаріна,13        | 61/1                   | Постанова Ради Міністрів УРСР від 24.08.1963 р. № 970 |
| 3                      | Дзвіниця Успенської церкви        | п.20 ст.               | вул. Гагаріна,13        | 61/2                   | -ІІ-                                                  |
| 4                      | Палац                             | 18 ст.                 | вул. Леніна,55          | 58                     | -ІІ-                                                  |
| 5                      | Костьол                           | к.18 ст.               | вул. Леніна,41          | 992                    | Постанова Ради Міністрів УРСР від 06.09.1979 р. № 442 |
| 6                      | Палац                             | 1757 р.                | вул. Незалежності,10    | 59                     | Постанова Ради Міністрів УРСР від 24.08.1963 р. № 970 |
| 7                      | Жилий будинок                     | д.п.18 ст.             | вул.30-річчя Перемоги,1 | 990                    | Постанова Ради Міністрів УРСР від 06.09.1979 р. № 442 |
| 8                      | Жилий будинок                     | д.п.18 ст.             | вул.30-річчя Перемоги,3 | 991                    | -ІІ-                                                  |
| с. Печера              |                                   |                        |                         |                        |                                                       |
| 9                      | Дзвіниця церкви Різдва Богородиці | 1865 р.                |                         | 993/2                  | -ІІ-                                                  |
| 10                     | Церква Різдва Богородиці          | 1764 р.                |                         | 993/1                  | Постанова Ради Міністрів УРСР від 06.09.1979 р. № 442 |
| Місцевого значення     |                                   |                        |                         |                        |                                                       |
| м. Тульчин             |                                   |                        |                         |                        |                                                       |
| 11                     | Будинок ксьондза                  | 1874,                  | вул. Кірова.1           | 235-М                  | Розпорядження ОДА № 78                                |
|                        |                                   | 1980-і рр..            |                         |                        | від 19.02.96 р                                        |
| 12                     | Торговельно-житловий будинок      | п.п.19 ст.             | вул. Леніна,17          | 185-М                  | Рішення виконкому облради нар. деп.від 14.02.91 № 43  |
| 13                     | Житловий будинок                  | п.п.19 ст.             | вул. Леніна,21          | 186-М                  | -//-                                                  |
| 14                     | Особняк                           | п.20 ст.               | вул. Леніна,63          | 188-М                  | -//-                                                  |
| 15                     | Костьол Св. Станіслава            | 1805-1874 рр.. 20 ст.  | вул. Леніна,78          | 234-М                  | -//-                                                  |
| 16                     | Особняк                           | 1910 р.                | вул. Леніна,87          | 189-М                  | -//-                                                  |
| 17                     | Будинок П. І. Пестеля             | п.19 ст.               | вул. Пестеля,2 а        | 15-Вн                  | Від 21.01.86 № 33                                     |
| 18                     | Особняк                           | д.п.19 ст.             | пров. Радянський,3      | 190-М                  | Рішення виконкому облради нар. деп.від 14.02.91 № 43  |
| 19                     | Особняк                           | п.19 ст.               | вул. 50-річчя СРСР,5    | 187-М                  | -//-                                                  |
| с. Кирнасівка          |                                   |                        |                         |                        |                                                       |
|                        | Садиба                            | п.19 ст.               |                         | 191-М/0                | -//-                                                  |
| 20                     | Будинок                           | п.19 ст.               |                         | 191-М/1                | -//-                                                  |
| 21                     | Парк                              | п.19 ст.               |                         | 191-М/2                | -//-                                                  |
| 22                     | Церква Першої Пречистої           | 1868-1870 рр.          |                         | 192-М                  | -//-                                                  |
| с. Тиманівка           |                                   |                        |                         |                        |                                                       |
|                        | Садиба                            | к.18-19 ст.            |                         | 193-М/0                | -//-                                                  |
| 23                     | Палац                             | 19 ст.                 |                         | 193-М/1                | -//-                                                  |
| 24                     | Парк                              | 19 ст.                 |                         | 193-М/2                | -//-                                                  |
| 25                     | Садибний будинок                  | к.18 ст.               |                         | 194-М                  | -//-                                                  |
| с. Шпиків              |                                   |                        |                         |                        |                                                       |
| 26                     | Замок-палац Швейковських          | 18ст.                  | вул. Леніна, 5          | 196-М                  | -//-                                                  |
| 27                     | Будинок управителя                | п.19 ст.               | вул. Поштова            | 195-М                  | -//-                                                  |
| с. Печера              |                                   |                        |                         |                        |                                                       |
| 28                     | Костьол-мавзолей Потоцьких        | 1904 р.                |                         | 16-Вн                  | Від 25.12.80р № 670                                   |
| 29                     | Церква Різдва Богородиці          | 1728 р.                | с. Торків               | 197-М                  | Рішення виконкому облради нар. деп.від 14.02.91 № 43  |
|                        |                                   |                        |                         |                        |                                                       |

## Джерело
- [Архівовано 19 червня 2012 у Wayback Machine.] Пам'ятки Вінницької області